# تپه ده‌کهنه ناول
تپه ده کهنه ناول مربوط به دوره ایلخانی - دوره سلجوقیان است و در شهرستان مریوان، بخش مرکزی، دهستان کوماسی، روستای هلیز آباد واقع شده و این اثر در تاریخ ۷ اسفند ۱۳۸۶ با شمارهٔ ثبت ۲۱۵۱۶ به‌عنوان یکی از آثار ملی ایران به ثبت رسیده است.